# Rękoczyn Esmarcha

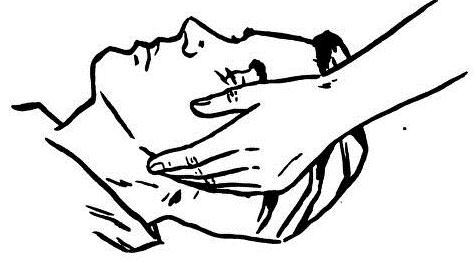
Manewr wykonywany w celu udrożnienia górnych dróg oddechowych.

Rękoczyn Esmarcha (ang. Esmarch maneuver, Triple Airway manoeuvre) – manewr wykonywany w celu udrożnienia górnych dróg oddechowych. Znajduje zastosowanie u pacjentów z krótką lub grubą szyją lub zmianami usztywniającymi odcinek szyjny kręgosłupa. Istotą rękoczynu Esmarcha jest wysunięcie żuchwy do przodu w ten sposób, by zęby dolne (o ile pacjent je posiada) znalazły się przed zębami górnymi bez odgięcia głowy. Następnie żuchwa jest przyciskana w tej pozycji do szczęk. Stosowany w przypadku podejrzenia uszkodzeń odcinka szyjnego kręgosłupa. 
Według wytycznych z 2010 roku osób bez przygotowania medycznego, uczestniczących w kursach pierwszej pomocy, uczy się jedynie udrażniania dróg oddechowych w mechanizmie czołowo-bródkowym.